# ایندی‌گوگو
ایندی‌گوگو (به انگلیسی: Indiegogo) نام یک وب‌سایت برای جمع‌آوری کمک‌های مالی مردمی برای اهداف خیریه و انسان‌دوستانه است این وب‌سایت توسط اریک شل در سال ۲۰۰۸ تأسیس شده‌است. دفتر مرکزی آن در سان فرانسیسکو، کالیفرنیا می‌باشد.